# Polistes brunetus
Polistes brunetus  (лат.) — вид общественных ос из семейства Vespidae (Polistinae).

## Распространение
Юго-Восточная Азия: северный Вьетнам.

## Описание
Крупные бумажные осы, длина самок 15—16,5 мм, самцов — 13,5—15,5 мм. Длина переднего крыла 15—17 мм. Общая окраска коричневая, кроме желтовато-оранжевых следующих частей тела: клипеус (кроме чёрного переднего края), мандибулы, полоса у внутреннего края глаз. Чёрные отметины есть также на проподеуме, средних и задних тазиках и вертлугах, и вокруг оцеллий. Отличается от других видов подрода Polistella грубой пунтировкой пронотума и прямым передним краем клипеуса (у близкого вида Polistes japonicus пронотум с мелкими и редкими пунктурами, а клипеус округлый спереди). Метасомальные тергиты коричневые с чёрными отметинами. I-й флагелломер усиков длиннее, чем длина II-го и III-го члеников вместе взятых; flagellomeres II-й and III-й флагелломер каждый длиннее своей ширины; терминальный членик вытянутой формы, слегка изогнутый, примерно в 2,5 раза длиннее своей базальной ширины. Обнаруженное на высоте 2,5 м над землёй бумажное гнездо ос включало 26 ячеек. Каждая ячейка имела шестигранную форму и следующие параметры: 6,3 мм × 6,7 мм (в диапазоне от 6,0 мм × 6,1 мм — 7,1 мм × 7,2 мм) шириной у входа, 5,1 мм (4,9−5,4 мм) шириной у основания и 18,5 мм (17−19,5 мм) глубиной; содержала личинку; толщина стенки около 0,09 мм.
Вид включают в подрод Polistella (в котором около 85 видов), крупнейший из четырёх подродов Старого Света в составе рода бумажных ос Polistes. Впервые вид был описан в 2014 году вьетнамским энтомологом Нгуэном и японским гименоптерологом Кодзимой (Nguyen & Kojima) и назван по признаку коричневой окраски (brunetus).